# Bradina atopalis
Bradina atopalis là một loài bướm đêm trong họ Crambidae.